# 大连西站
大连西站（原名革镇堡站）是位于中国辽宁省大连市甘井子区革镇堡街道的一座火车站，建于1931年。现为中国铁路沈阳局集团大连车务段管辖的三等站。2017年7月1日，本站由革镇堡站更名为大连西站。
车站目前仅办理专用线、专用铁路货运作业，设有通往大连中化诚信仓储、中国外运辽宁储运公司、中国北方工业大连公司、革镇堡机务、友谊国家粮食储备中转库、中成储运贸易公司、大连小野田水泥、革镇堡周亿库、环嘉集团中革库、革镇堡采石场、环嘉集团北海库、聚丰储运、吉良林海仓储、大连发电、中国物资储运总公司大连仓库、华锐重工铸钢、大连华腾物流和大连海鑫工程机械的专用线。